# Тревіс Найт (баскетболіст)
Тревіс Найт (англ. Travis Knight, нар. 13 вересня 1974, Солт-Лейк-Сіті, США) — американський професіональний баскетболіст, що грав на позиції центрового за декілька команд НБА. Чемпіон НБА.

## Ігрова кар'єра
На університетському рівні грав за команду Коннектикут (1992–1996). 
1996 року був обраний у першому раунді драфту НБА під загальним 29-м номером командою «Чикаго Буллз». Проте професіональну кар'єру розпочав 1996 року виступами за «Лос-Анджелес Лейкерс», захищав кольори команди з Лос-Анджелеса протягом одного сезону. Взимку виступив на зірковому вікенді у матчі новачків НБА.
З 1997 по 1999 рік грав у складі «Бостон Селтікс».
1999 року повернувся до «Лос-Анджелес Лейкерс», куди був обміняний на Тоні Батті. 2000 року став чемпіоном у складі команди.
Останньою ж командою в кар'єрі гравця стала «Нью-Йорк Нікс», до складу якої він приєднався 2000 року і за яку відіграв 3 сезони.